# Gare Gatchina-Varsovie
 (juillet 2023).
Si vous disposez d'ouvrages ou d'articles de référence ou si vous connaissez des sites web de qualité traitant du thème abordé ici, merci de compléter l'article en donnant les références utiles à sa vérifiabilité et en les liant à la section « Notes et références ».
La gare Gatchina-Varsovie, (en russe : Варшавский вокзал (Гатчина)) est une gare ferroviaire de Russie.

## Situation ferroviaire
Elle est située sur les lignes Saint-Pétersbourg - Luga et Saint-Pétersbourg - Ivangorod. C'est l'une des deux principales gares de la ville, tous les trains de banlieue s'y arrêtent.

## Histoire
La gare est mise en service en 1853 comme partie du Chemin de fer Saint-Pétersbourg-Varsovie ; le bâtiment est construit en 1858 par Petr Salmanovitch. Elle est reliée à la ligne des Chemins de fer de la Baltique en 1870 et avec la gare Gatchina Terminal-de-la-Baltique. Détruite lors de la Seconde Guerre mondiale, elle fut reconstruite par David Bourychkin. Elle donne sur les rues Karl-Marx et Tchkalov.

## Service des voyageurs

### Desserte

Installations et desserte
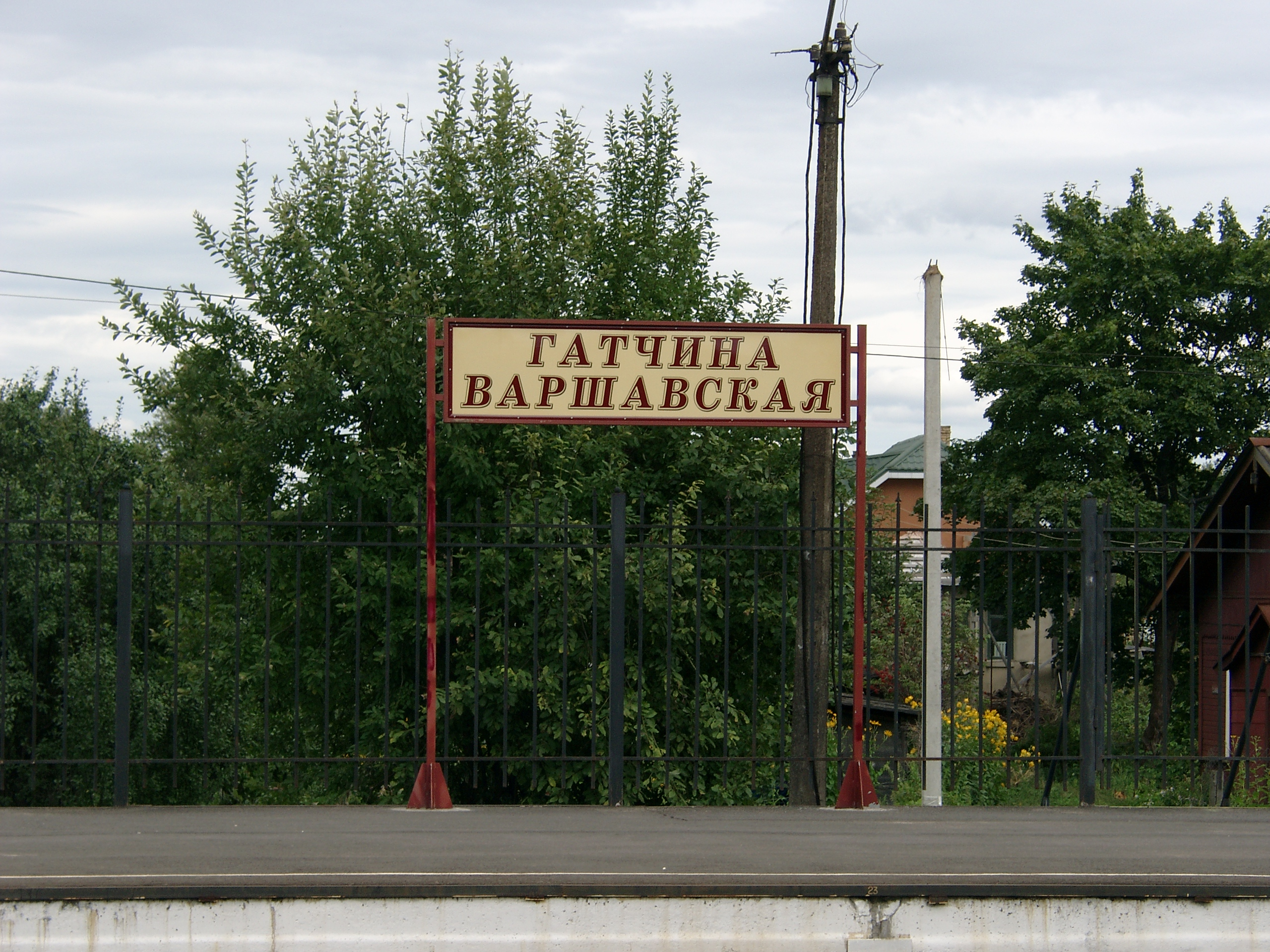
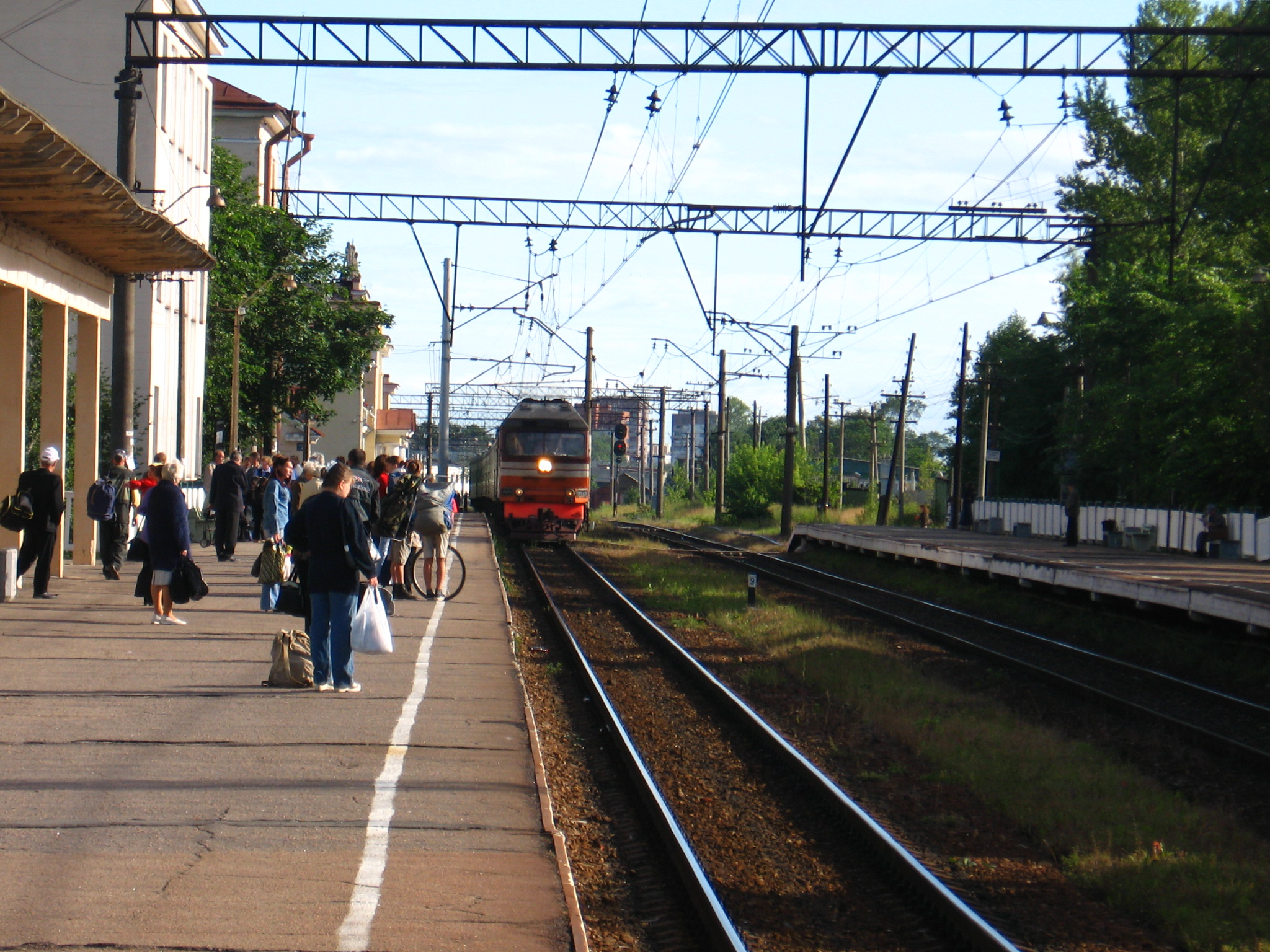
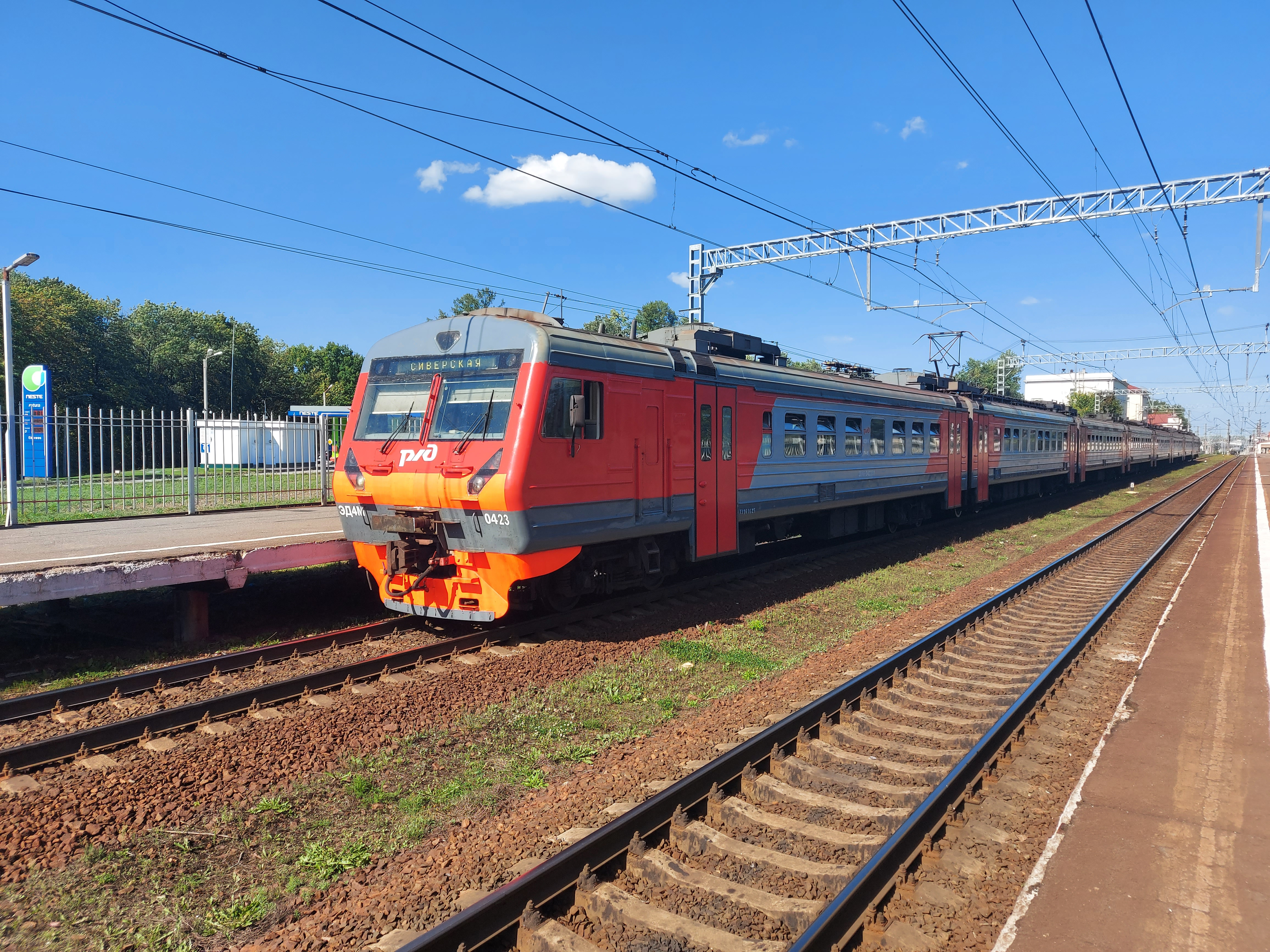

### Intermodalité
Elle est reliée au réseau de bus urbain.